# 8348 Bhattacharyya
8348 Bhattacharyya è un asteroide della fascia principale. Scoperto nel 1988, presenta un'orbita caratterizzata da un semiasse maggiore pari a 1,8694700 UA e da un'eccentricità di 0,0674348, inclinata di 18,99933° rispetto all'eclittica.
L'asteroide è dedicato all'astronomo indiano Jagadish Chandra Bhattacharyya, già direttore dell'Istituto Indiano di Astrofisica.